# Srpsko prosvjetno i kulturno društvo Prosvjeta
Srpsko prosvjetno i kulturno društvo Prosvjeta (SPKD Prosvjeta), središnja je kulturna ustanova Srba u Bosni i Hercegovini.

## Povijest
Srpsko prosvjetno i kulturno društvo Prosvjeta je osnovano 1902. godine u Sarajevu. Cilj Prosvjete je očuvanja srpske kulture i identiteta u Bosni i Hercegovini. Pod komunističkom vlašću je zabranjena 1949., a imovina konfiscirana. Obnovljena je na Vidovdan 1990. u sali Narodne i sveučilišne knjižnice u sarajevskoj Vijećnici od intelektualaca predvođenih akademikom Vojislavom Maksimovićem. Prosvjeta nastavlja s radom i u opkoljenom Sarajevu za vrijeme rata u Bosni i Hercegovini, dok predsjednik i Glavni odbor društva nastavljaju rad u Foči. 
Danas djeluju dvije Prosvjete, jedna u Sarajevu i druga sa sjedištem u Istočnom Sarajevu s odborima širom bosanskohercegovačkog entiteta Republika Srpska. Institut za intelektualno vlasništvo Bosne i Hercegovine donio je 2013. godine odluku kojom je proglasio Srpsko kulturno-prosvjetno društvo Prosvjeta, sa sjedištem na Palama, za jedinog pravnog sljednika naziva i znaka ovog društva s pravom korištenja u Bosni i Hercegovini.

## Vanjske povezice
- SPKD "Prosvjeta" - Sarajevo
- SPKD "Prosvjeta" - Istočno Sarajevo